# 三船温泉
三船温泉（みふねおんせん）は、大分県竹田市久住町（旧国豊後国）にある温泉。

## 泉質
- マグネシウム・ナトリウム - 炭酸水素塩・硫酸塩泉
  - 泉色：茶褐色
  - 泉温：46.4℃
  - 飲用：可
  - 効能：
    - 浴用：関節炎、リュウマチなど
    - 飲用：糖尿病、消化器系疾患など

※ 効能は万人に対してその効果を保障するものではない。

## 温泉地
長湯温泉の西側で、七里田温泉との中間点にある一軒宿の温泉。現在はともに竹田市の一部となっている旧久住町と旧直入町との境界に近くにある。
温泉は源泉掛け流しで、2005年7月にリニューアルし、露天風呂が新設された。温泉成分の析出が激しく、改装前の浴槽はクリーム色の析出物できれいにコーティングされていたが、新しい浴槽もすでに析出物で薄く覆われつつある。

## アクセス
- 鉄道・バス：JR九州豊肥本線豊後竹田駅から大野竹田バス久住経由長湯温泉行きで約45分、三船停留所下車
- 車：大分自動車道湯布院ICから国道210号、県道30号経由で約42km